# La Laupie
La Laupie é uma comuna francesa na região administrativa de Auvérnia-Ródano-Alpes, no departamento de Drôme. Estende-se por uma área de 9,68 km². Em 2010 a comuna tinha 771 habitantes (densidade: 79,6 hab./km²).